# Viergewerk

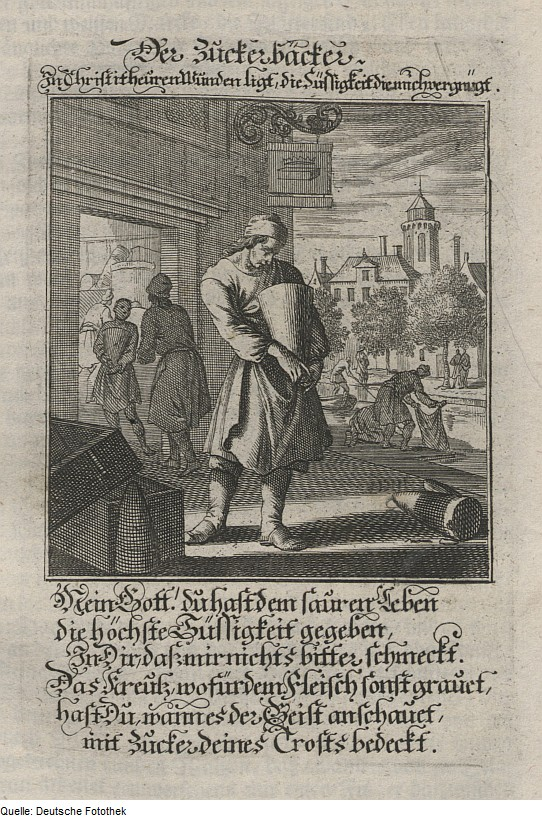
Die Bäcker gehörten am häufigsten zu den Viergewerken, Christoph Weigel: Ständebuch, Der Zuckerbäcker, 1698

Viergewerk bezeichnete in Mittelalter und Frühneuzeit jedes der vier Handwerke, die Teile der Ratsherren stellten und so Einfluss auf die städtische Politik erlangten.
Der Artikel konzentriert sich auf die Mark Brandenburg. In benachbarten Reichsterritorien – Mark Lausitz, Erzstift Magdeburg, Mecklenburg und Herzogtum Pommern – kamen ebenfalls Viergewerke vor.

## Geschichte in der Mark Brandenburg
Die Handwerker der Mark Brandenburg des Spätmittelalters produzierten hauptsächlich für den örtlichen Markt. Dies ließ sich beispielsweise aus dem Stadtbuch von Salzwedel vom Anfang des 14. Jahrhunderts herauslesen. Es nannte 30 verschiedene Gewerke. Die unter ihnen, welche die Grundbedürfnisse befriedigten, erhielten in der Regel zuerst das Recht zur Gründung einer Zunft. Hierzulande erschien das Wort erstmals 1344. In jenem Jahr hieß es in Müncheberg: vir werken, guldemeister und gewerken. 1379 verglich sich Matthias Fiol mit Prenzlau wegen des Zolls. Die Urkunde bezeugten u. a. der alte und neue Stadtrat sowie die Zunftmeister der vier Wercken. In den meisten märkischen Städten bildeten sie sich aus Bäckern, Fleischern, Schneidern und Schuhmachern, wobei dies variierte.
Der Stadtrat entwickelte sich zum einflussreichsten kommunalen Organ. Zu Anfang des 14. Jahrhunderts gelang es den Gewandschneidern zunehmend Nichtangehörige ihrer Gilden aus dem Gremium herauszudrängen. Dabei stellten die Handwerker das Gros der Bürger. Der Ausschluss von der politischen Macht und weitere Gründe führten in der Mitte des Jahrhunderts in manchen Städten zu Aufruhr. Den Handwerkern missfiel die Vorherrschaft der Gewandschneider. Sie strebten nach Mitsprache in der kommunalen Selbstverwaltung, besonders bei der Besteuerung.
Unabhängig davon, welche vier Gewerke als die vornehmsten galten, konnten sie durch die vereinte Kraft Ratsherren in die Stadträte entsenden oder erreichten eine Beteiligung an Beratungen und Entscheidungen. Ersteres galt seit 1367 in Strausberg. Ab 1382 trafen in Neuruppin die vier entsprechenden Zunftmeister alle Entscheidungen mit, vermutlich mittels einer Erweiterung des Stadtrats. In den beiden Brandenburgs an der Havel zogen die Viergewerke Ende des 14. Jahrhunderts in das oberste Organ ein. Das Gleiche gelang 1396 in Frankfurt an der Oder, wenig später ebenso in Berlin und Prenzlau. Sie formten eine eigene Schicht, die zwischen Gewandschneidern und übrigen Bürgern stand, etablierten sich als Ansprechpartner der Stadtherren. In der ersten Hälfte des 15. Jahrhunderts erreichten die innerstädtischen Konflikte einen weiteren Höhepunkt. Die Kurfürsten von Brandenburg aus dem Haus Hohenzollern nutzten die widerstreitenden Interessen der Bevölkerungsgruppen um die Landesherrschaft wieder auszubauen. Das Eingreifen stärkte in Frankfurt an der Oder 1420/1423 Viergewerke und gemeine Bürgerschaft, dergleichen in Prenzlau 1426.
Die soziale Stellung zeigte sich auch im religiösen Umfeld, so beim Fronleichnamszug in Altstadt Brandenburg. Die Prozessionsordnung vom Anfang des 15. Jahrhunderts setzte die Gewandschneider an die Spitze, dann folgten die Viergewerke (siehe Viergewerke einzelner Städte), darauf kamen die Schneider, Kürschner und Schuhflicker, zuletzt die Leineweber. Christliche, spätmittelalterliche Stiftungen erfolgten mit Zustimmung der Viergewerke, z. B. in Kyritz. Nach Einführung der Reformation flossen die Einkünfte der reformierten städtischen Kirchen, Kapellen und geistlichen Lehen dem Gemeinen Kasten zu. Ihm standen in Strasburg je ein Vertreter des Stadtrats, der Gewerke oder Ackerleute und der Gemeinde vor. 1558 stellten die Viergewerke in Havelberg zwei der fünf Kirchenvorsteher.

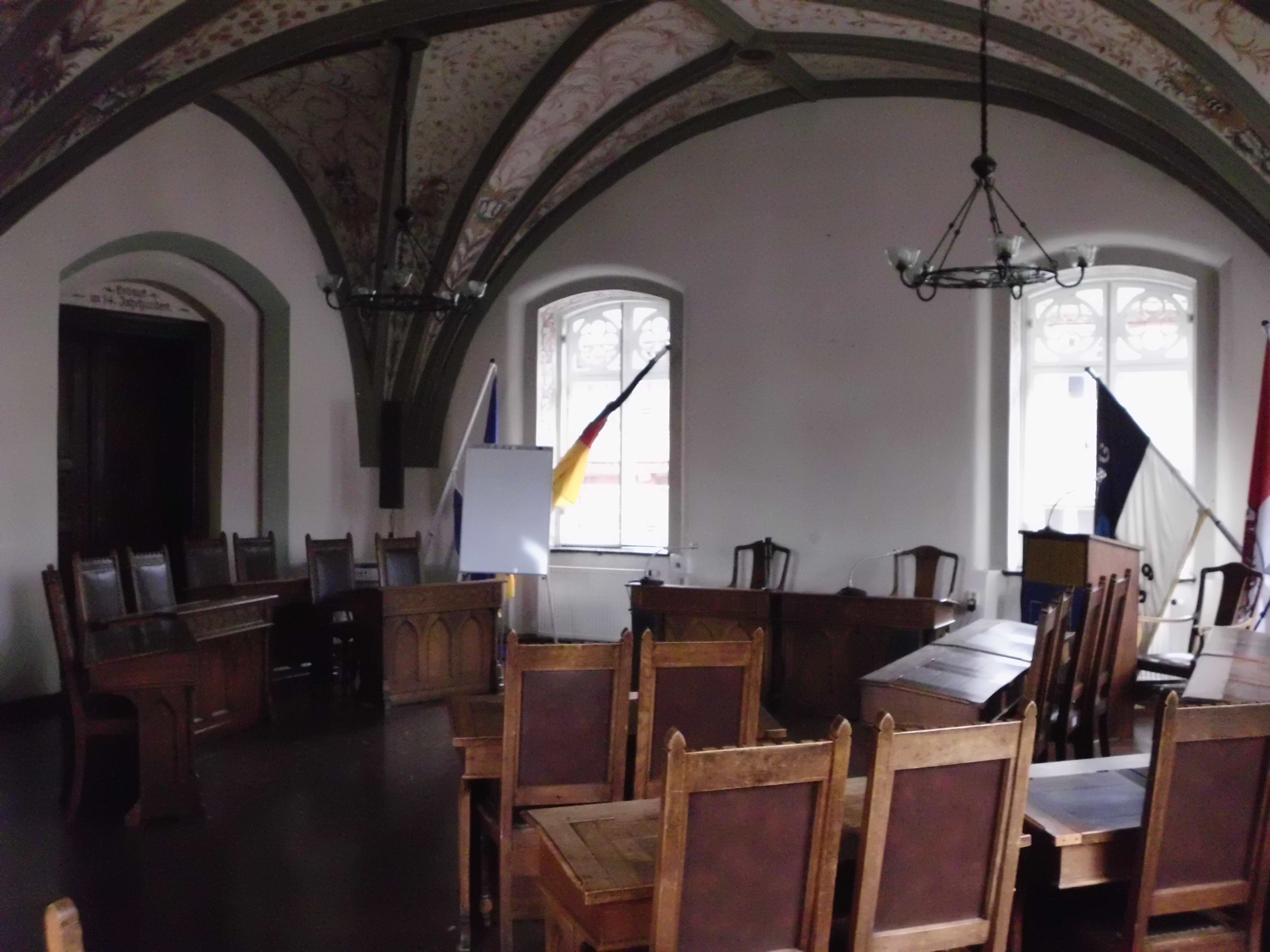
Die Einbindung der Perleberger Fünfgewerke stärkte die Autonomie der Stadt, Großer Sitzungssaal im Rathaus Perleberg

Die Entwicklung verlief von Ortschaft zu Ortschaft nicht gleichförmig. Beispielsweise gebrauchte die Altmark den Begriff Viergewerke weniger als die Städte jenseits der Elbe.
- In Eberswalde waren die Tuchmacher zugleich Gewandschneider und Teil der Viergewerke. Zusammen mit den anderen Drei bestimmten sie durchgängig die städtische Politik.[22][23]

- Zu Fürstenberg an der Havel vertraten die Altermänner der Zünfte und die vier Viertelsmeister die Bürgerschaft.[24]

- In Köpenick benötigten die Viergewerke bis ins 17. Jahrhundert keinen Zusammenschluss.[25]

- Die Kyritzer acht Hauptgewerke erstritten bereits 1346 eine Mitwirkung bei Schossumlage, Ratswahl und Rechnungslegung.[26]

- Lebus besaß lange keine Zünfte. Die Handwerker organisierten sich in denen von Frankfurt an der Oder. Erst Anfang des 18. Jahrhunderts erhielten Böttcher, Hufschmiede, Stellmacher, Tischler und Zimmerer zusammen als Fünfgewerke ein Privileg.[27]

- Für Meyenburg und Schwedt wurden keine Viergewerke oder ein gesonderter Einfluss der Handwerker überliefert.[17][28]

- Die Perleberger Fünfgewerke errangen 1347 eine Art Stadtstatut, welches diverse Regelungen unter ihrer Mitsprache traf.[17]

## Viergewerke einzelner Städte
Dass sich die Viergewerke hauptsächlich aus Bäckern, Fleischern, Schneidern und Schuhmachern kombinierten, kann die nachfolgende Tabelle nicht stützen.
| Stadt                            | Landschaft                          | Zusammensetzung | Bemerkung | Ref.          |
| -------------------------------- | ----------------------------------- | --- | --- | ------------- |
| Osterburg                        | Altmark                             | – | Viergewerke 1449 erwähnt | [ 21 ]        |
| Alt- und Neustadt Salzwedel      | Altmark                             | – | Viergewerke 1428 erwähnt | [ 21 ]        |
| Stendal                          | Altmark                             | Fleischer, Gewandschneider, Krämer                                                                                                   | Dreigewerke | [ 29 ]        |
| Berlin                           | Barnim                              | Bäcker, Fleischer, Schuhmacher, Tuchmacher                                                                                           | | [ 30 ]        |
| Eberswalde                       | Barnim                              | Bäcker, Fleischer, Schuhmacher, Tuchmacher                                                                                           | hier Gewandschneider identisch mit Tuchmachern | [ 31 ] [ 22 ] |
| Freienwalde an der Oder          | Barnim                              | Bäcker, Schmiede, Schuhmacher, Tuchmacher                                                                                            | wercke und gülde 1414, Zusammensetzung 1634/1664 erwähnt                                                                                                 | [ 32 ]        |
| Strausberg                       | Barnim                              | Bäcker, Fleischer, Schuhmacher, Tuchmacher?                                                                                          | Viergewerke häufiger seit Mitte des 14. Jahrhunderts erwähnt                                                                                             | [ 33 ]        |
| Liebenwalde                      | Barnim                              | – | Viergewerke 1620 erwähnt | [ 34 ]        |
| Jüterbog                         | Fläming                             | Bäcker, Fleischer, Gewandschneider(?), Schuhmacher                                                                                   | Viergewerke seit 2. Hälfte des 15. Jahrhunderts erwähnt                                                                                                  | [ 6 ]         |
| Alt- und Neustadt Brandenburg    | Havelland                           | Bäcker, Fleischer, Schuhmacher, Tuchmacher                                                                                           | in 2. Hälfte des 13. Jahrhunderts Schneider, nicht Tuchmacher zu wichtigsten Zünften gerechnet                                                           | [ 2 ] [ 35 ]  |
| Kremmen                          | Havelland                           | – | Rat, Gemeinde (und Gewerke) in Verträgen seit 1324 erwähnt                                                                                               | [ 36 ]        |
| Nauen                            | Havelland                           | – | Viergewerke 1436 erwähnt | [ 37 ]        |
| Potsdam                          | Havelland                           | (?), Kürschner, Schneider, Schuhmacher                                                                                               | Viergewerke 1599–1699 einige Male erwähnt | [ 38 ]        |
| Rathenow                         | Havelland                           | im 16. Jahrhundert Zunftgründungen der Böttcher, Schneider, Huf- und Waffenschmiede, Tischler, Kürschner (Welche davon Viergewerke?) | Auflehnung von Viergewerke und Gemeinde gegen Ratsverwandte 1596, freie Wahl von Stadtrat und Schöffen 1602 erwähnt                                      | [ 39 ] [ 40 ] |
| Spandau                          | Havelland                           | Bäcker, Fleischer, Schuhmacher, Tuchmacher                                                                                           | bildeten ab 1488 die Viergewerke | [ 41 ]        |
| Frankfurt an der Oder            | Land Lebus                          | vermutlich wie in Berlin | Viergewerke indirekt kurz nach 1253, ansonsten 1335 belegt; in letzterem Jahr stimmten sie und die gemeinen Bürger zum ersten Mal einem Ratsbeschluss zu | [ 42 ] [ 18 ] |
| Fürstenwalde                     | Land Lebus                          | – | Viergewerke erstmals 1427 erwähnt | [ 43 ]        |
| Müncheberg                       | Land Lebus                          | – | Viergewerke 1344 erwähnt | [ 9 ]         |
| Stralsund                        | Mecklenburgisch-Vorpommersche Küste | Bäcker, Schmiede, Schneider, Schuhmacher                                                                                             | | [ 8 ]         |
| Beeskow                          | Niederlausitz                       | Bäcker, Schneider, Schuhmacher, Tuchmacher                                                                                           | Werke seit 1369 erwähnt | [ 4 ]         |
| Calau                            | Niederlausitz                       | Bäcker, Fleischer, Schuhmacher, Tuchmacher                                                                                           | Viergewerke 1397 erwähnt | [ 44 ]        |
| Fürstenberg an der Oder          | Niederlausitz                       | Bäcker, Böttcher, Schneider, Schuhmacher                                                                                             | gewerke 1411, Zusammensetzung 1689 erwähnt | [ 45 ]        |
| Golßen                           | Niederlausitz                       | Bäcker, Fleischer, Schneider, Schuhmacher                                                                                            | Viergewerke 1548 erwähnt | [ 46 ]        |
| Herzberg an der Schwarzen Elster | Niederlausitz                       | Bäcker, Fleischer, Gewandschneider, Schuhmacher                                                                                      | Viergewerke 1398 erwähnt | [ 47 ]        |
| Lübben                           | Niederlausitz                       | Bäcker, Fleischer, Schuhmacher, Tuchmacher                                                                                           | Viergewerke 1424/1435 erwähnt | [ 5 ]         |
| Luckau                           | Niederlausitz                       | Bäcker, Fleischer, Schuhmacher, Tuchmacher?                                                                                          | Viergewerke im Mittelalter erwähnt | [ 48 ]        |
| Vetschau                         | Niederlausitz                       | Bäcker, Fleischer, Schneider, Schuhmacher                                                                                            | Viergewerke seit 17. Jahrhundert erwähnt | [ 49 ]        |
| Havelberg                        | Prignitz                            | Bäcker, Fleischer, Schuhmacher, Tuchmacher                                                                                           | Viergewerke 1429 erwähnt, zuvor 1346 Achtgewerke | [ 50 ]        |
| Kyritz                           | Prignitz                            | Bäcker, Schneider, Schuhmacher, Tuchmacher                                                                                           | Viergewerke 1406, Zusammensetzung 1698 erwähnt | [ 51 ] [ 26 ] |
| Lenzen an der Elbe               | Prignitz                            | Fleischer, Schmiede, Schneider, Schuhmacher                                                                                          | Viergewerke 1544, Zusammensetzung 1600 erwähnt | [ 52 ]        |
| Perleberg                        | Prignitz                            | Bäcker, Fleischer, Schneider, Schuhmacher, Tuchmacher                                                                                | Fünfgewerke 1347, 1509, 1532, dann Viergewerke 1664 erwähnt                                                                                              | [ 53 ] [ 54 ] |
| Pritzwalk                        | Prignitz                            | Bäcker, Schmiede, Schuhmacher, Tuchmacher                                                                                            | Viergewerke 1525 erwähnt | [ 55 ] [ 54 ] |
| Putlitz                          | Prignitz                            | – | Viergewerke 1492, 1518, 1637(?) erwähnt | [ 56 ]        |
| Wilsnack                         | Prignitz                            | – | Viergewerke 1585 erwähnt | [ 57 ]        |
| Wittenberge                      | Prignitz                            | – | Werke 1531 erwähnt, Mitwirkung erst seit 16. Jahrhundert                                                                                                 | [ 58 ] [ 17 ] |
| Wittstock an der Dosse           | Prignitz                            | Bäcker, Schneider, Schuhmacher, Tuchmacher                                                                                           | Viergewerke 1553 erwähnt | [ 59 ] [ 54 ] |
| Neuruppin                        | Land Ruppin                         | Bäcker, Fleischer, Schuhmacher mit Gerbern, Tuchmacher                                                                               | Viergewerke 1315 erwähnt | [ 60 ]        |
| Zehdenick                        | Land Ruppin                         | Bäcker, Schneider, Schuhmacher, Tuchmacher                                                                                           | Viergewerke 1621, Zusammensetzung 1629 erwähnt, Gewandschneider und Tuchmacher seit 1571 in einer Gilde vereint                                          | [ 61 ]        |
| Mittenwalde im Teltow            | Teltow                              | – | vier Gewercken 1546 erwähnt | [ 62 ]        |
| Angermünde                       | Uckermark                           | – | Viergewerke 1545 erwähnt | [ 63 ]        |
| Lychen                           | Uckermark                           | Bäcker, Schneider, Schuhmacher, Tuchmacher                                                                                           | Gewerke (wohl Viergewerke) 1483 erwähnt | [ 64 ]        |
| Prenzlau                         | Uckermark                           | – | Viergewerke 1340 erwähnt | [ 65 ]        |
| Strasburg                        | Uckermark                           | Bäcker, Kürschner, Schneider, Tuchmacher                                                                                             | Zusammensetzung erstmals 1622 erwähnt | [ 66 ]        |
| Templin                          | Uckermark                           | Bäcker, Fleischer, Schuhmacher, Tuchmacher                                                                                           | Viergewerke 1641, Zusammensetzung 1652 erwähnt | [ 67 ] [ 68 ] |
| Treuenbrietzen                   | Zauche                              | Bäcker, Fleischer, Schneider, Schuhmacher                                                                                            | vier Zunftmeister wirkten ab 1424 mit | [ 69 ] [ 70 ] |

## Anmerkung
1. ↑  
Zehdenick lag verwaltungsmäßig im Uckermärkischen Kreis und wurde landschaftlich daher zumeist der Uckermark zugeschlagen.